# Kartoffelwurst

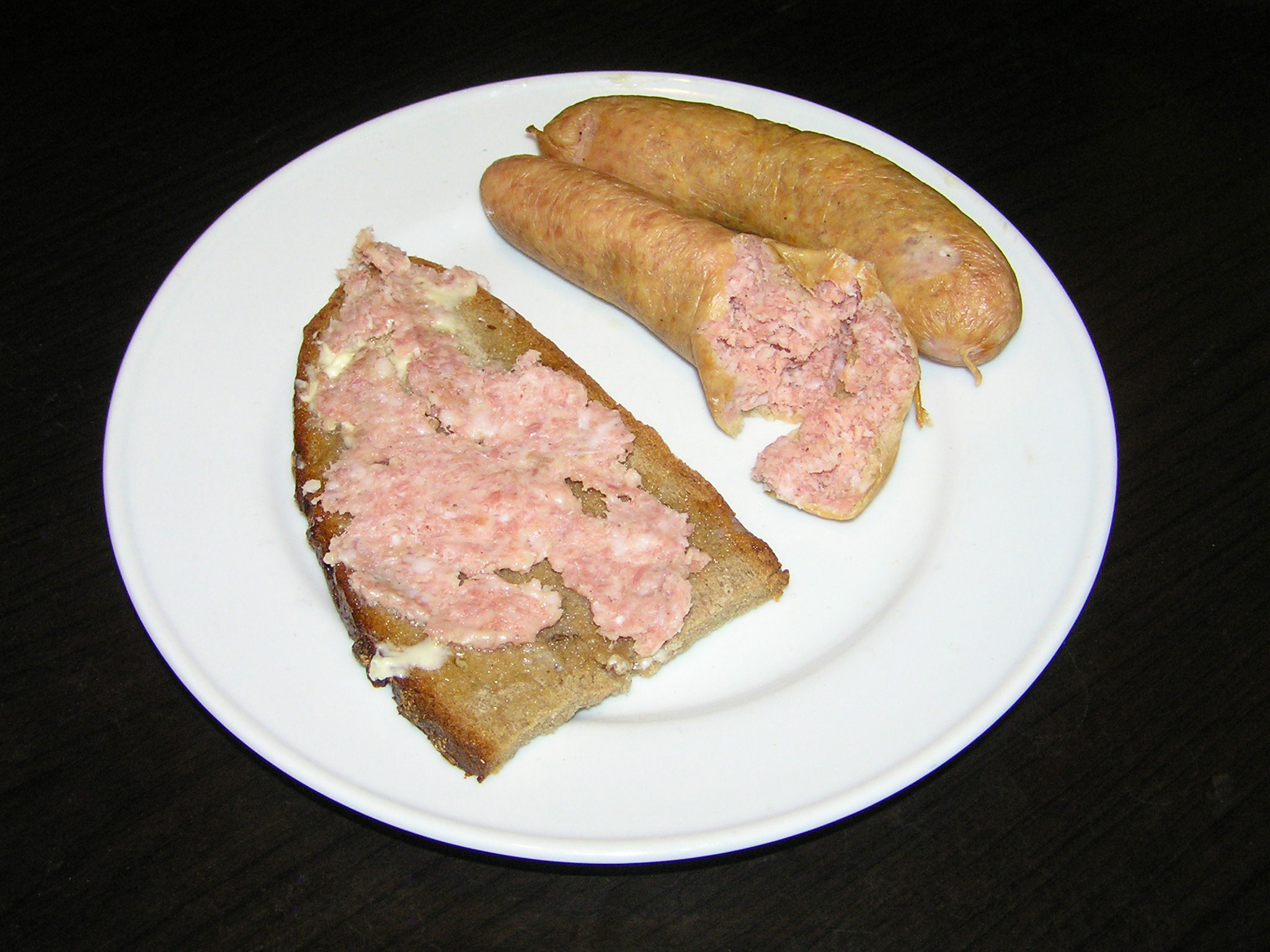
Kartoffelwurst

Kartoffelwurst ist eine Kochwurst aus Fleisch und Speck vom Schwein oder Rind mit Kartoffeln, Zwiebeln sowie verschiedenen, regional unterschiedlichen Gewürzen. 
Die Grundmasse der Kartoffelwurst besteht zu 50–70 % aus vorgekochtem, fein zerkleinertem Schweine- oder Rindfleisch und zu 30–50 % aus Kartoffeln. Dazu kommen je nach Region noch vorgegarte Würfel von fettem Speck, Fleisch (meist gepökelt), Innereien oder Grütze oder auch geschmorte Zwiebel. Übliche Gewürze sind Salz, Pfeffer und Muskat. Nach dem Abfüllen der Wurstmasse in Därme  oder Dosen wird die Wurst erhitzt, so dass das Bluteiweiß gerinnt und die typische rotbraune Farbe entsteht. Beim Abkühlen verfestigt sich zusätzlich die Gelatine aus der Schwarte und macht die Wurst schnittfest. 
Die Kartoffelwurst wird vorwiegend gebraten gegessen. Da sich beim Erwärmen Gelatine und Fett verflüssigen, hat heiße Kartoffelwurst oft eine breiige Konsistenz. 
Besonders im Südwesten Deutschlands, also in Hessen, Unterfranken, Nordbaden, Rheinland-Pfalz und dem Saarland gibt es regionale Varianten der Wurst, außerdem im Kanton Graubünden in der Schweiz.